# Museo etnografico tiranese
Il Museo Etnografico Tiranese (MET) è un museo etnografico a Tirano, in Lombardia (Provincia di Sondrio). Fu fondato nel 1973 dal "Centro Iniziativa Giovanile (C.I.G.)" con lo scopo di ricercare e documentare la vita e la cultura del mondo contadino montano Valtellinese. Il "Centro Iniziativa Giovanile" ha gestito il museo fino alla fine dell'anno 2017, da allora il Comune di Tirano è il responsabile dell'organizzazione e dello sviluppo.

## Collezione
La collezione del Museo Etnografico Tiranese è ospitata dal 1990 nella Casa del Penitenziere, un palazzo del XVIII secolo affacciato sulla Piazza della Basilica di Madonna di Tirano. La collezione è stata trasferita nell’edificio museale appositamente restaurato a tale scopo dal Comune di Tirano, a seguito del disastroso alluvione valtellinese nell'estate 1987. La posizione in Piazza della Basilica è molto interessante per un museo storico e si lega all’importanza strategica che la piazza ebbe nella storia di Tirano poiché fin dal 1514 ospitava un grande mercato d’importanza nazionale; la piazza fu quindi, oltre all'elemento religioso del pellegrinaggio alla basilica, dotata anche di una componente economica storicamente significativa.
I punti focali della collezione sono oggetti e strumenti che riflettono l'ambiente sociale più basso e tradizionalmente rurale della Valtellina. Dalla sua fondazione nel 1973, il Museo Etnografico Tiranese ha raccolto oltre 14.000 oggetti, di cui circa 7.000 sono esposti nelle sale del museo. L'area espositiva si estende su tre piani e una cantina, mostrando una sezione trasversale dello storico ambiente di lavoro e di vita della Valtellina. Al piano terra si trova, tra le altre cose, un laboratorio attrezzato con gli strumenti per la lavorazione del legno e la lavorazione del ferro di un carradore e di un bottaio. Al primo piano è illustrata la tradizionale produzione tessile da fibre naturali come canapa o lino. Inoltre, una sala è dedicata all'elemento religioso della città, riferendosi al Santuario della Madonna di Tirano. Degni di nota sono i magnifici paramenti che furono donati alla basilica nel 1636 dal cardinale Richelieu, probabilmente non per pura generosità, ma piuttosto per calcolo politico al fine di rafforzare la parte amichevole nella valle durante la Guerra di Valtellina. Al secondo piano del palazzo, una stanza con pannelli in legno originali è stata allestita come un soggiorno e camera da letto tipici, mentre in un'altra stanza sono state ricostruite le caratteristiche di base di una cucina. La parte principale, tuttavia, è la stanza che mostra gli utensili dell'uso quotidiano dell'attività contadina, come la caseificazione, la macellazione, i lavori forestali e la coltivazione della vite. La cantina ospita in particolare due torchi vinari in legno: un monumentale torchio con una grande vite di legno, tipico per la lavorazione delle uve nella valle ed una piccola pressa a vite per spremere il mosto per la produzione di Sforzato.

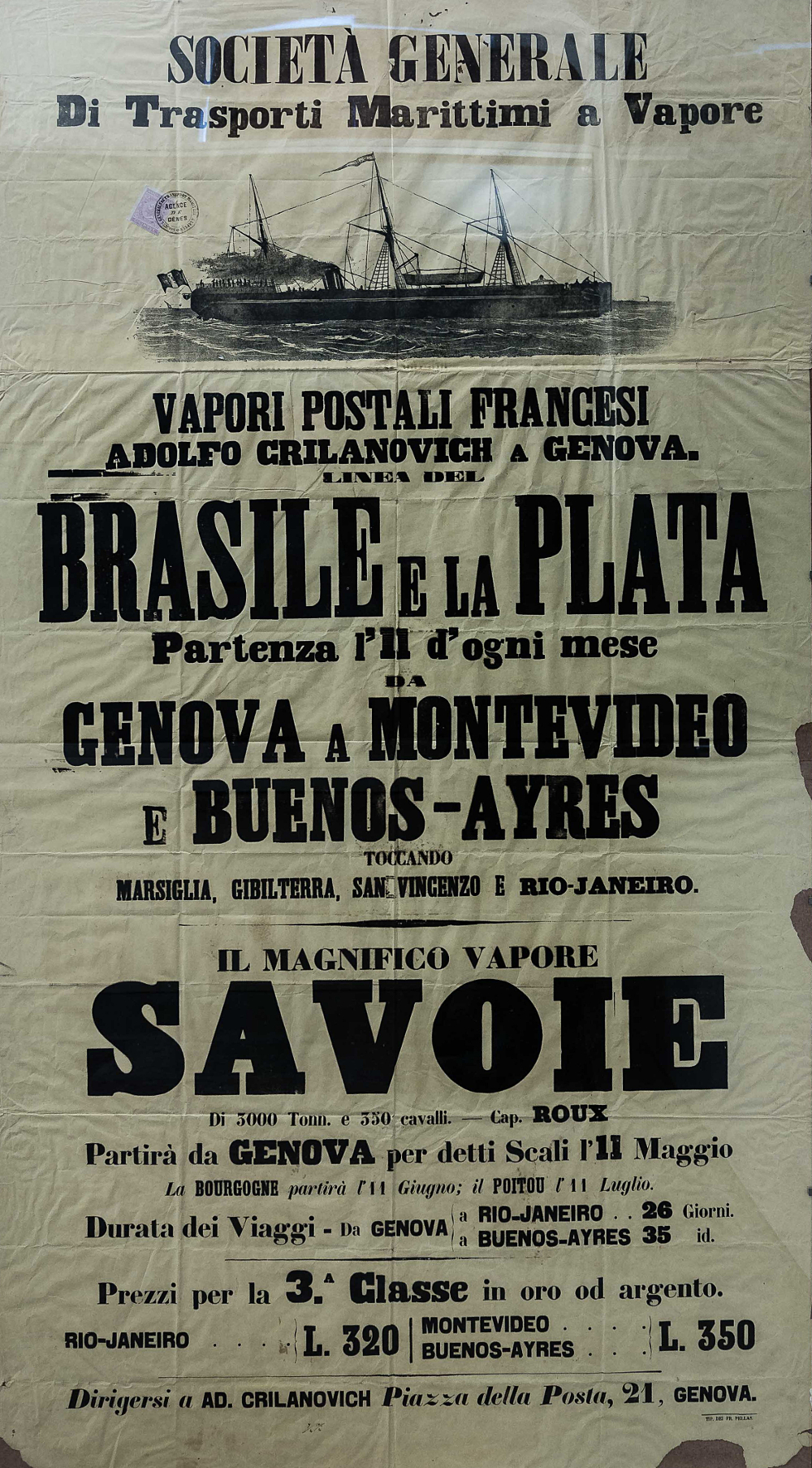
Locandina, emigrazione italiana

Oltre alla parte espositiva, vi è anche una raccolta di fotografie e cartoline con oltre 4.000 pezzi, una cineteca, una collezione di stampe storiche e un archivio di documenti storici che arricchiscono la collezione del museo e forniscono un materiale eccezionale per tracciare in modo selettivo i cambiamenti nel paesaggio culturale e insediativo Valtellinese.
Dal 1993 il Museo Etnografico Tiranese è stato anche associato al Centro Provinciale di documentazione sull'emigrazione, fondato per studiare il movimento di emigrazione italiana con particolare attenzione alla provincia di Sondrio. Come parte di questa attività, sono già disponibili diverse pubblicazioni, in particolare sulla questione degli emigranti valtellinesi in Australia, riguardo ai quali nell’archivio del museo sono conservate oltre 1.600 lettere (in copia ed originali) di corrispondenza.